# Straight Clark
Louis Straight Clark (Des Moines, 10 febbraio 1925 – Haverford, 10 febbraio 1995) è stato un tennista statunitense.

## Biografia
Si è sposato nel 1953 con Barbara Jane Furlong, la coppia ha avuto due figlie, è deceduto nel 1995 dopo complicazioni legate al Parkinson di cui era affetto.

## Carriera
Ha raggiunto i quarti di finale al Roland Garros 1951 dove è stato sconfitto da Frank Sedgman, l'anno successivo ha ripetuto il risultato agli U.S. National Championships, eliminato da Ham Richardson in cinque set combattuti. È avanzato nuovamente ai quarti di finale durante gli Australian Championships 1953 dove si è arreso a Ken Rosewall, ha fatto parte della squadra statunitense di Coppa Davis nel biennio 1953-54 conquistando il titolo alla seconda occasione, in totale rappresentando gli Stati Uniti ha vinto cinque incontri senza subire sconfitte.
Ha conquistato il Monte Carlo Masters 1951 su Fred Kovaleski mentre al Cincinnati Open 1954 ha fatto una doppietta vincendo sia il singolare che il doppio maschile insieme a Bill Talbert.